# Giancarlo Minardi
Giancarlo Minardi (Faenza, 18 de setembro de 1947) é o fundador e antigo director-geral da extinta equipe de Fórmula 1 Minardi.
Minardi nasceu em Faenza (Ravenna), Itália e passou a sua vida com os automóveis.  Seu pai, Giovanni Minardi, que morreu quando Giancarlo ainda era jovem, também foi fortemente envolvido no desporto automotivo.
Ele começou sua carreira automobilística em 1968, comprando um Fiat 500. Alcançou bons resultados e começou a dirigir um Fiat 124. Foi campeão de Fórmula Itália de 1973 e vice em 1972.

## Minardi: A equipe que levava seu sobrenome

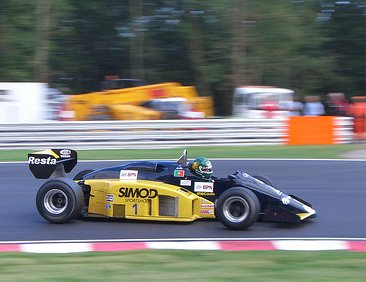
O primeiro carro da Minardi, o M185.

Em 1985, Giancarlo Minardi, que já era dono de equipe, resolve colocar uma escuderia com o seu sobrenome na F-1. Na primeira temporada, Pierluigi Martini, vindo da Toleman, foi contratado, mas o primeiro carro da Minardi, equipado com motores Motori Moderni, não vingou, e o time de Faenza não somou um único ponto.
Em 1986, Martini sai da Minardi para dar lugar a Alessandro Nannini e Andrea De Cesaris, ex-Ligier. Novamente, a equipe fica em branco.
No ano de 1987, De Cesaris abandona a Minardi e dá lugar ao espanhol Adrián Campos. Nannini fica no time, mas ele e Campos fazem má temporada e a Minardi, ainda em parceria com a Motori Moderni, continua sem seus sonhados pontos.
Na temporada de 1988, Adrián Campos permanece no time, que contou também com a volta de Pierluigi Martini, e a contratação de outro espanhol, Luis Perez-Sala. Com motores Ford, a Minardi sai da seca de pontos, quando Martini chega em sexto no GP dos EUA.
Martini e Sala permanecem, e outro piloto italiano, Paolo Barilla, substitui o compatriota em umca corrida (GP do Japão. Na temporada, a Minardi viveu seus anos dourados, vendo Martini chegar em quinto no GP da Grã-Bretanha e no GP de Portugal, e em sexto no GP da Austrália. Foi em terras lusitanas que a Minardi realizou sua maior façanha: liderar uma corrida. Foi apenas uma volta, mas "valeu o ingresso".
Em 1990, Martini, Barilla e Gianni Morbidelli não conseguiram somar pontos. Mas Martini conseguiu outro feito: largou na segunda posição em Phoenix, atrás de Gerhard Berger, da McLaren.
Para 1991, a Ferrari fornece motores à Minardi, e o time de Faenza mantém Martini e Morbidelli. Mas o companheiro de Pierluigi não corre na Austrália, dando lugar a Roberto Pupo Moreno.
Em 1992, Martini deixa a Minardi e vai para a Dallara, e entram o brasileiro Christian Fittipaldi e outro italiano, Alessandro Zanardi. Morbidelli voltou após a desclassificação de Zanardi na Hungria. Com motores Lamborghini, a equipe fica com um único ponto, empatando com Jordan e Larrousse.
Para 1993, a Minardi recontrata Martini, substituindo o ineficiente Fabrizio Barbazza e mantém Christian Fittipaldi, que definiu o carro (o Minardi M193) como uma "Máquina mortífera". No GP da Itália, Christian protagonizou um looping espetacular ao tocar na traseira do carro de Martini. Mesmo assim, o brasileiro chegou em oitavo. Depois do GP de Portugal, o sobrinho de Emerson Fittipaldi é substituído pelo francês Jean-Marc Gounon, por um motivo: o suporte financeiro do francês era superior ao de Christian.

### Minardi, Scuderia Italia e Fondmetal (1994-2000)

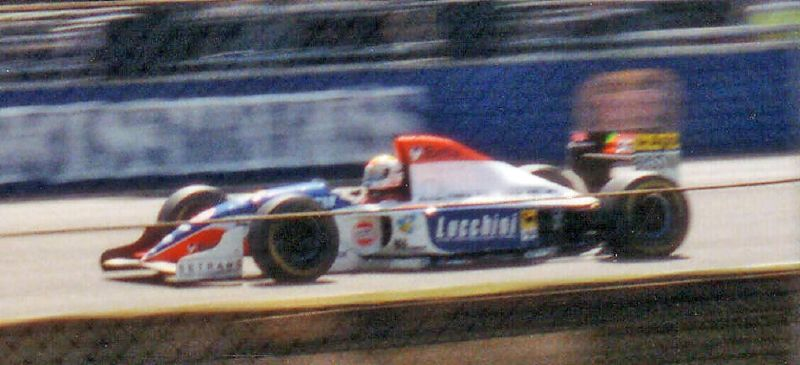
Pierluigi Martini pilota a Minardi no GP da Grã-Bretanha de 1994.

1994 marcou o começo da derrocada da Minardi. Martini fica e no lugar de Gounon, é contratado outro veterano: Michele Alboreto, que fracassou na Scuderia Italia. Em San Marino, Alboreto perde um pneu do seu carro, e o artefato atinge um mecânico da Lotus. Dois quintos lugares conquistados por Martini e o sexto lugar de Alboreto em Mónaco foram os melhores desempenhos do time na temporada.
Após tantas lutas, a Minardi voltou ao fundo do grid. Pierluigi Martini, aos 34 anos, estava fora de ritmo, e Giancarlo Minardi o substituiu pelo português Pedro Lamy. O lusitano salvou a pátria na Austrália, com um sexto lugar, ficando à frente de Martini e de Luca Badoer.
1996 é considerado um dos piores anos da história da Minardi. Quatro pilotos (Pedro Lamy, Giancarlo Fisichella, Tarso Marques e Giovanni Lavaggi) se revezaram no cockpit. Antes, o japonês Taki Inoue havia assinado com a Minardi, mas um patrocinador cancelou esse contrato. No fim, nada de pontos.
Em 1997, o japonês Ukyo Katayama, vindo da Tyrrell, é contratado pela Minardi, e seu companheiro, no início do certame, foi o estreante Jarno Trulli. Depois do GP do Canadá, Trulli vai para a Prost, e Tarso Marques retorna. Porém, nada dá certo.
Na temporada de 1998, o jovem argentino Esteban Tuero e o japonês Shinji Nakano disputaram o certame, mas eles também não tiveram sucesso. Para 1999, Tuero sai para a volta de Badoer, e Nakano abandona a F-1, dando lugar ao espanhol Marc Gené. No GP do Brasil, o francês Stéphane Sarrazin tem sua chance, mas bate logo em seguida.
Em 2000, Gené permanece e o argentino Gastón Mazzacane é contratado. A dupla não agrada e o time, equipado com motores próprios, não pontua pelo quinto ano seguido.

### European Minardi (2001-2005)
Já em 2001, Tarso Marques retorna à Minardi, e seu companheiro foi o espanhol Fernando Alonso, que mais tarde seria bicampeão de F-1. No entanto, Tarso tem um desempenho medíocre e é substituído pelo malaio Alex Yoong.

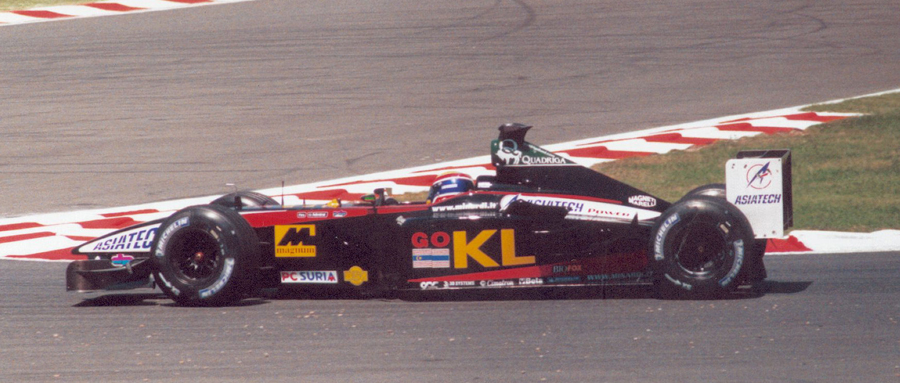
Mark Webber pilota o Minardi PS02 no GP da França de 2002.

Equipada com motores Asiatech, a Minardi contrata o australiano Mark Webber, e mantém Yoong. Na Austrália, Webber quebra o jejum de pontos da Minardi ao chegar em quinto. Depois, foi a mesma coisa. Alex Yoong foi substituído pelo inglês Anthony Davidson, mas voltou para concluir as últimas provas do campeonato.
Depois da temporada de 2002, Mark Webber vai para a Jaguar, e Alex Yoong deixa a Fórmula 1. Em seus lugares, vieram o veterano holandês Jos Verstappen e o inglês Justin Wilson. Nos treinos livres para o Grande Prêmio da França, Verstappen faz o melhor tempo e Wilson fica em segundo, mas acaba desclassificado, pois seu carro estava abaixo do peso mínimo. Após o GP da Inglaterra, Justin sai para dar lugar ao dinamarquês Nicolas Kiesa.

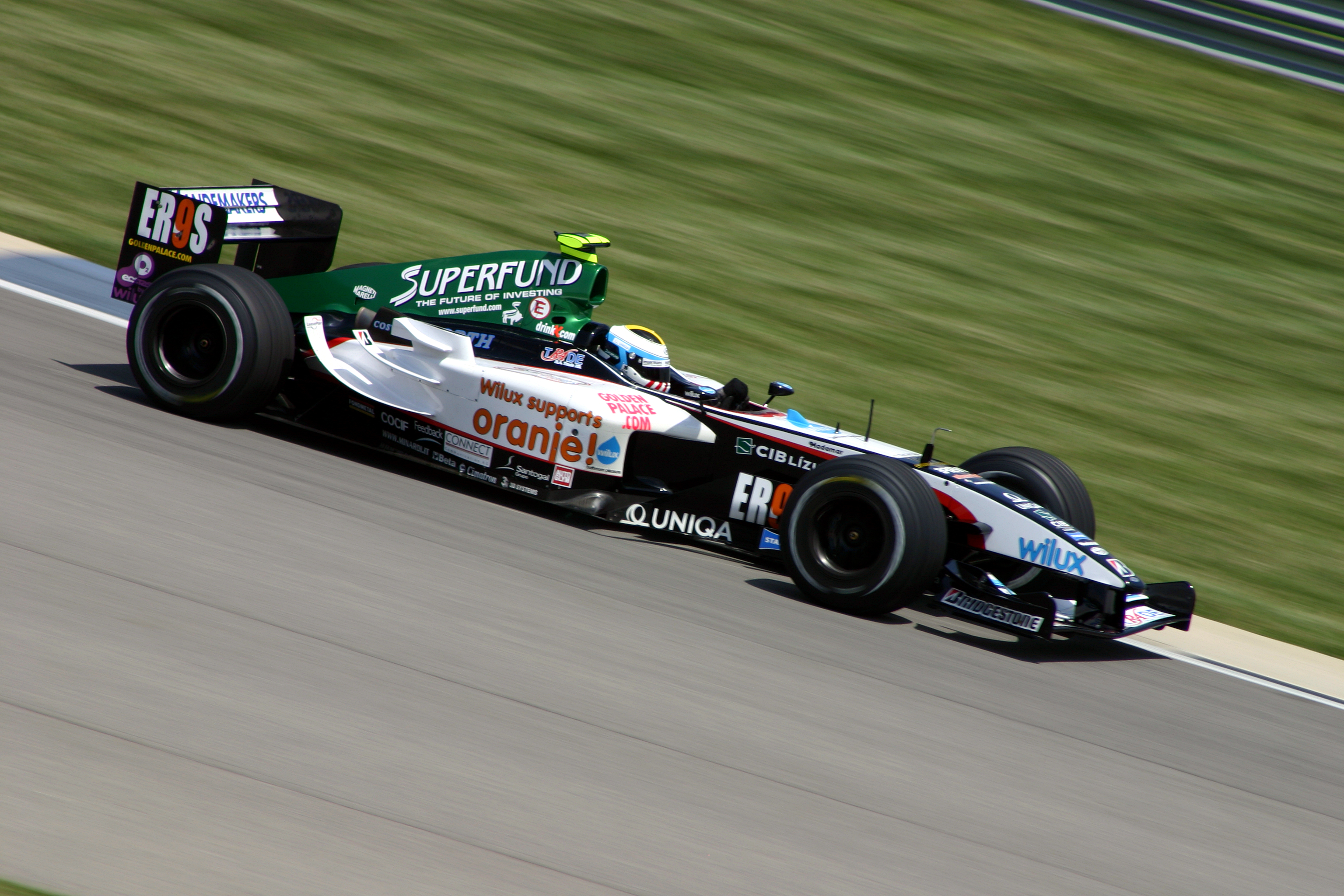
Zsolt Baumgartner no Grande Prêmio dos EUA de 2004, onde somou seu único ponto.

No começo de 2004, o húngaro Zsolt Baumgartner é contratado pela Minardi, e seu desempenho em relação ao seu companheiro Gianmaria Bruni é um pouco melhor. No final, o último lugar, com um só ponto, conquistado por Baumgartner.

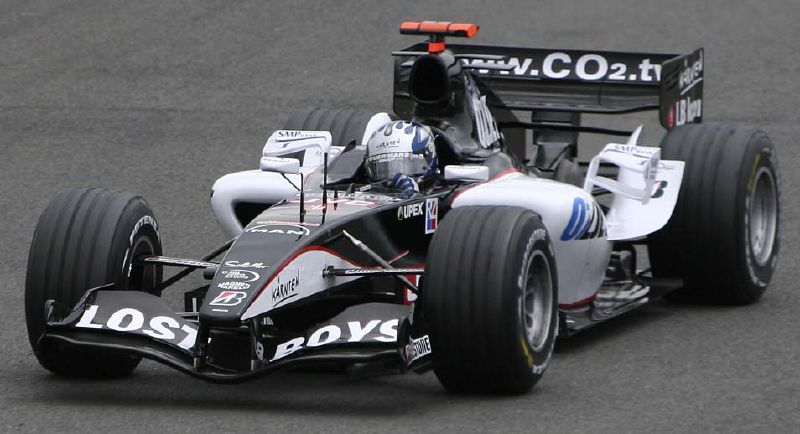
Patrick Friesacher guia o Minardi PS05, último carro da Minardi, em Silverstone.

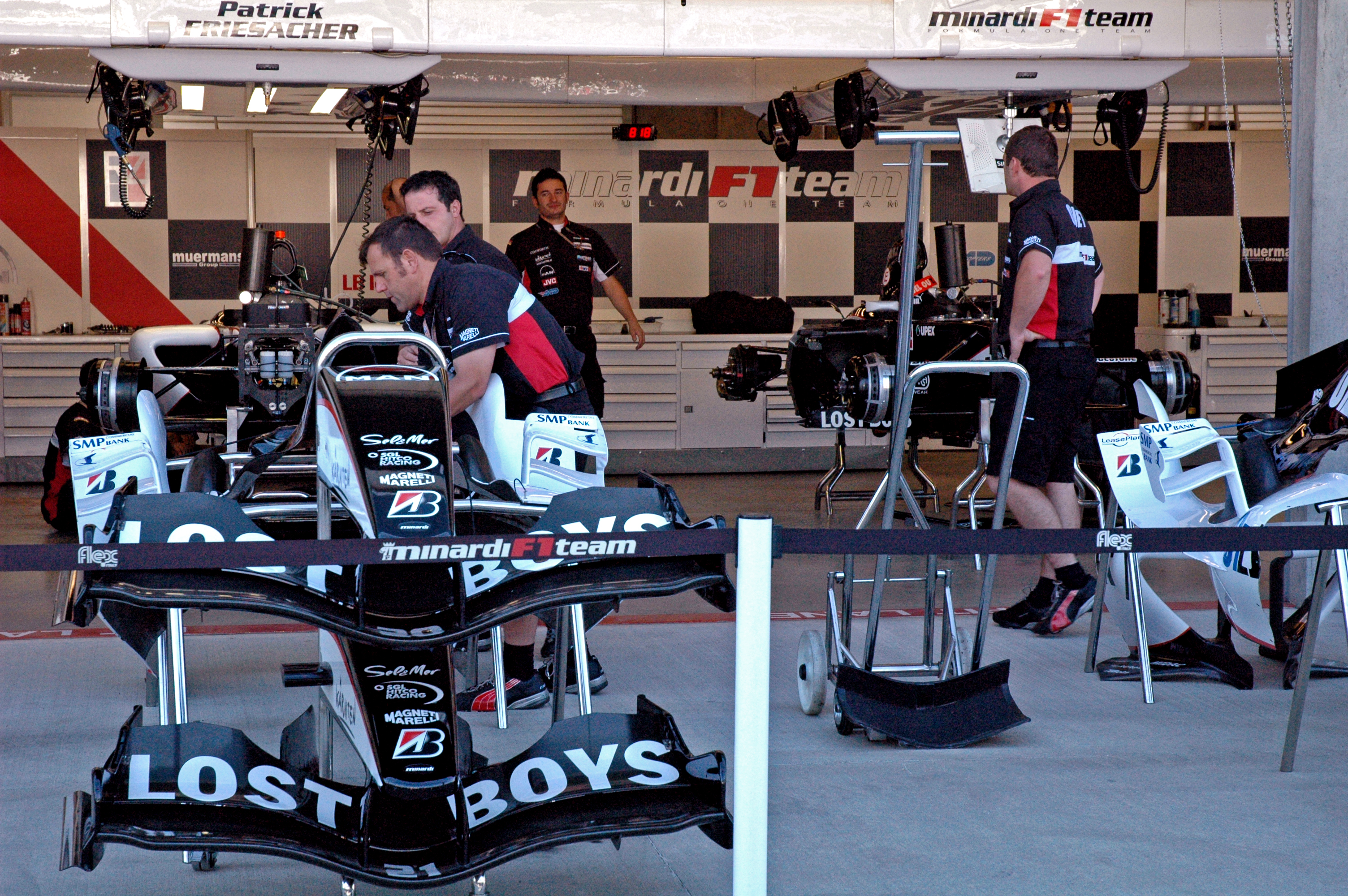
Box da equipe no GP dos EUA de 2005.

Em sua última temporada, a Minardi contrata o holandês Christijan Albers e o austríaco Patrick Friesacher. No começo, nada muda, mas foi no insípido Grande Prêmio dos Estados Unidos, em Indianápolis, disputado com apenas seis carros, que a equipe conseguiu seu melhor desempenho: Albers chegou em quinto (melhor posição do holandês na carreira) e Friesacher cruzou a linha de chegada em sexto, a melhor posição de chegada do austríaco. Depois do GP inglês, o austríaco é substituído por outro holandês, Robert Doornbos, que não segue os passos de Albers e fica em branco. No fim, a Red Bull compra todo o patrimônio da Minardi e a transforma na Scuderia Toro Rosso, pondo fim a uma história de vinte anos, 38 pontos, 346 corridas, uma volta na liderança, uma largada na primeira fila e uma coleção de erros. Sem sequer uma vitória.